# Eamon McElholm
Eamon McElholm is een Ierse gitarist, songwriter, cellist, pianist en zanger. Op dit moment is hij medewerker van Solas.
Eamon is geboren en getogen in Omagh in het graafschap Tyrone in Noord-Ierland.  Hij ging alle soorten muziek van traditioneel tot rock en klassiek beoefenen en schreef zijn eigen teksten. In 1993 was hij intensief betrokken bij de bekende Ierse folkband Stockton's Wing als leadzanger, songwriter en gitarist. Eamon McElholms song-writersvaardigheden zijn hoorbaar op het zevende album van Stockton's Wing, Letting Go. Naast vijf instrumentale nummers zijn een half dozijn liedjes op dit album geschreven door Eamon waarmee hij zijn talent toont. "Elk nummer heeft een ander thema", legt hij uit. Meer recent heeft hij gewerkt in de Verenigde Staten en Europa met muzikanten als Cathal Hayden, Dezi Donnelly en Michael McGoldrick. 
Een paar jaar geleden, toen hij studeerde in Manchester, Engeland, werd Eamon bekroond met de Performing Rights Society / John Lennon Songwriters Award. Hij studeerde cum laude af in populaire muziek en het maken van opnames bij het University College in Salford in het Engelse graafschap Greater Manchester. 
Naast het schrijven van nummers heeft Eamon een aantal instrumentale stukken opgenomen die bij andere Ierse groepen en muzikanten op het repertoire staan.

## Discografie
- Solas: Turning Tide (2010)
- Solas: For Love and Laughter (2008)
- Solas: Reunion: A Decade of Solas (cd/dvd, 2006)
- Solas: Waiting for an Echo 2005
- Diverse muzikanten: Hands Across the Water (2005)
- Solas: Another Day (2003)
- Diverse muzikanten: There Was a Lady: The Voice of Celtic Women (2009/1997)
- Stockton's Wing: Letting Go (1996)